# تشاينا موبايل
شركة الصين للاتصالات المتنقلة (باللغة الصينية: 中国 移动 通信 集团公司) هي  شركة الاتصالات الهاتف المحمول والمملوكة للدولة والتي توفر خدمات الاتصال المحمول ووسائط الانترنيت المتعددة  من خلال شبكة الاتصالات النقالة في البلاد  وهذه الشركة هي أكبر شركة اتصالات المحمول من حيث القيمة السوقية اليوم، وقد سميت بهذا الاسم في مارس 2011. (تشاينا موبايل المحدودة) (باللغة الصينية: 中国 移动 有限公司). وهي مدرجة اليوم في كل من بورصة نيويورك وبورصة هونغ كونغ 
اعتبارا من ديسمبر عام 2014، وتشاينا موبايل (باللغة الصينية: 中国 移动) هي أكبر شركة للهاتف المحمول في العالم من حيث عدد المشتركين مع حوالي 806 ملايين مشترك  ومتوسط العائد لكل مستخدم (متوسط الإيرادات لكل مستخدم) للشركة يبقى عند 90 رنمينبي صيني منذ عام 2004.